# داستان‌بک همدم‌اف
داستان‌بک همدم‌اف (ازبکی: Dostonbek Hamdamov؛ زادهٔ ۲۴ ژوئیهٔ ۱۹۹۶) یک بازیکن فوتبال اهل ازبکستان است.
از باشگاه‌هایی که در آن بازی کرده‌است می‌توان به باشگاه فوتبال بنیادکار اشاره کرد.
وی همچنین در تیم ملی فوتبال ازبکستان بازی کرده است.